# Cteniza
Cteniza es un género de arañas migalomorfas de la familia Ctenizidae. Se encuentra en Francia, Italia y Asia central.

## Lista de especies
Según The World Spider Catalog 11.5:
- Cteniza brevidens (Doleschall, 1871)
- Cteniza ferghanensis Kroneberg, 1875
- Cteniza moggridgei O. Pickard-Cambridge, 1874
- Cteniza sauvagesi (Rossi, 1788)